# Albert Dubreucq
Albert Dubreucq (* 3. Juni 1924 in Lille; † 13. Oktober 1995) war ein französischer Fußballspieler und -trainer.

## Vereinskarriere
Der 178 Zentimeter große defensive Mittelfeldspieler Dubreucq wuchs im nordfranzösischen Lambersart auf, wo seine Familie direkt neben dem Stadion des Iris Club Lillois lebte. Bei ebendiesem Verein begann er in der Jugend mit dem Fußballspielen, ehe er anschließend für die US Marquette und Olympique Marcquois auflief. 1945 wurde der damals 21-Jährige in den Kader des Erstligisten OSC Lille aufgenommen, für den er wenig später seine ersten Partien in der höchsten nationalen Spielklasse bestreiten konnte, auch wenn er anfangs nicht über sporadische Einsätze hinauskam. Durch die vier Spiele, die er im Verlauf der Saison 1945/46 bestritt, gehört er der Meistermannschaft von 1946 an, da sich sein Team den nationalen Titel sichern konnte. In der nachfolgenden Spielzeit schaffte er mannschaftsintern den Durchbruch, nachdem der Vertrag des Nationalspielers François Bourbotte im November 1946 aus disziplinarischen Gründen aufgelöst worden war. Er war fortan meist Teil der ersten Elf, wenngleich er mit dem Team an einer möglichen Verteidigung des Titels scheiterte. Dennoch gewann er seine zweite Trophäe, als er zu den elf Akteuren gehörte, die für Lille das nationale Pokalfinale 1947 gegen den RC Strasbourg mit 2:0 gewannen. Beim Pokalendspiel 1948 stand Dubreucq erneut auf dem Platz und war daran beteiligt, dass durch ein 3:2 gegen den RC Lens der Titel zum zweiten Mal hintereinander geholt werden konnte. Mit einem Sieg beim Pokalfinale 1949 hätte die Serie ausgebaut werden können, doch musste Dubreucq in seinem dritten und letzten Endspiel im nationalen Pokal eine 2:5-Niederlage gegen Racing Paris hinnehmen. Um das Jahr 1950 war Lille eine Spitzenmannschaft, die vier Mal in Serie den zweiten Tabellenplatz in der Liga belegte, ohne in diesen Jahren weitere Titel zu gewinnen. Dies gelang 1953 mit dem erneuten Gewinn des Pokals, woran Dubreucq aber keine Beteiligung zukam, da er trotz seiner Rolle als Stammspieler im Endspiel nicht aufgeboten wurde.
1953 kehrte er Lille den Rücken und wechselte vom Spitzenverein aus der ersten Liga zum in die Zweitklassigkeit abgerutschten Hauptstadtklub Racing Paris. Bei diesem war er fester Bestandteil der Mannschaft, als in der Saison 1953/54 die Rückkehr in die oberste Spielklasse erreicht wurde. Im Anschluss daran wurde er allerdings fast völlig aus der ersten Elf verdrängt. Daher unterschrieb er 1955 beim in der zweiten Liga antretenden Stadtrivalen CA Paris, wo er gleichzeitig auch die Trainerverantwortung übernahm und somit eine Rolle als Spielertrainer ausfüllte. 1957 gab er beides auf und beendete mit 33 Jahren nach 208 Erstligapartien mit sieben Toren sowie 98 Zweitligapartien mit fünf Toren seine Profilaufbahn.

## Trainerkarriere und weiteres Leben
Der frühere Profi, der bereits in seinen letzten beiden Karrierejahren beim CA Paris Erfahrungen als Trainer gesammelt hatte, erhielt 1957 eine Anstellung als Trainer des Amateurvereins LB Châteauroux, was er bis 1961 blieb. Von 1962 bis 1965 führte er dieselbe Funktion beim Calais RUFC aus und arbeitete danach als Trainer für den belgischen Klub Excelsior Mouscron. 1968 übernahm er den AC Cambrai, den er 1970 in die zweite Liga führte und ein Jahr darauf nach dem Erreichen des Klassenerhalts wieder verließ. Dann war er in Saint-Omer tätig, bevor er von 1975 bis 1977 die Mannschaft des Traditionsvereins Excelsior AC Roubaix trainierte. Ende der 1970er-Jahre war er zum zweiten Mal Trainer im belgischen Mouscron, ehe er zuletzt für einen Verein aus dem französischen Arques arbeitete. 1980 beendete er seine Trainerlaufbahn und ließ sich in seiner Heimatregion am Nordrand Frankreichs nieder.
Mit Serge Dubreucq (1948–2004) ergriff der Sohn des seit 1947 verheirateten Ex-Profis ebenfalls den Beruf des Fußballspielers. Er absolvierte 71 Erstligapartien, gewann aber anders als sein Vater nie einen Titel und spielte auch nie für die Nationalelf.

## Nationalmannschaft
Dubreucq war 27 Jahre alt, als er am 26. März 1952 bei einer 0:1-Niederlage gegen Schweden zu seinem Debüt für die französische Nationalmannschaft kam. Das Freundschaftsspiel blieb die einzige Partie, die er für die Auswahl bestreiten durfte. Hinzu kommen vier Begegnungen, die er im Kreis der B-Nationalelf bestritt.